# Ytterfälle
Ytterfälle is een plaats in de gemeente Härnösand in het landschap Ångermanland en de provincie Västernorrlands län in Zweden. De plaats heeft 105 inwoners (2005) en een oppervlakte van 25 hectare. De plaats ligt aan de Botnische Golf iets ten zuiden van de Europese weg 4.